# Viador (protetor)
Viador (em latim: Viator) foi um oficial romano do século III, ativo em data desconhecida. Sabe-se que exerceu a função de protetor no Ocidente e era pai de Aurélio Claudiano, um equestre romano falecido aos quatro anos.